# Алан Воган
Алан Ендрю Воган (англ. Alan Andrew Vaughan; 18 червня 1972, Гайтон, Мерсісайд) — британський боксер, призер чемпіонату Європи.

## Спортивна кар'єра
На чемпіонаті Європи 1991 в Гетеборгу переміг Гжегожа Яблонського (Польща) та Браяна Карра (Шотландія), а в півфіналі програв Полу Гріффін (Ірландія) і отримав бронзову медаль.
На літніх Олімпійських іграх 1992 програв в першому бою Біллі Ірвіну (Канада) — RSCH.
Після Олімпіади продовжував боксувати певний час на внутрішніх змаганнях, але без успіху.